# ERC Waldbronn
Der Eis- und Rollsport Club Waldbronn e.V. (kurz ERC Waldbronn) ist ein Eissportverein aus Waldbronn in Baden-Württemberg. Er besteht aus den Sparten Stockschießen, Eiskunstlauf, Curling, Eishockey und Para-Eishockey.

## Geschichte
Der ERC Waldbronn e.V. wurde 1981 mit Eröffnung des Eishalle Eistreff gegründet. In den ersten Jahren gab es neben dem ERC noch zwei Hobbymannschaften, die aber schon im zweiten Jahr nach Vereinsgründung im ERC vereint wurden. Somit hatte der Verein schon in der Saison 1983/1984 drei Eishockeymannschaften im Verein: eine erste Mannschaft, die am Ligabetrieb teilnahm (damals in der Baden-Württemberg-Liga), eine Hobbymannschaft, die hauptsächlich Freundschaftsspiele bestritt und eine Jugendmannschaft, die sich in Spielen mit Rastatt, Steinmauern und Hügelsheim maß.
Anfang der 1990er Jahre hatte der Verein Ambitionen, in eine höhere Liga aufzusteigen. Dafür wurden zwei Kanadier und später zwei ungarische Spieler verpflichtet. Es gelang allerdings nicht, das ehrgeizige Ziel des Aufstiegs zu erreichen. In diesen Tagen waren bei Heimspielen durchschnittlich 400 bis 500 Zuschauer im Eistreff, um ihre Mannschaft anzufeuern. Auch die Jugendarbeit war sehr erfolgreich. Die Jugendmannschaft des ERC nahm an der Juniorenliga Baden-Württemberg teil, in der Vereine wie Villingen-Schwenningen, Mannheim und Freiburg im Breisgau ihre Juniorenmannschaften spielen ließen.
Für die Saison 1994/1995 hatte sich wieder eine Mannschaft zusammengefunden, die nochmals den Aufstieg vor Augen hatte. Ihre Stärke zeigte sich in Testspielen gegen die Mannschaft der kanadischen Armee in Zweibrücken und in Mannheim.
Im Jahr 1996 hatte der Verein 160 Mitglieder, davon 100 Jugendliche in den Sparten Eiskunstlauf und Eishockey.
Als die Schließung der renovierungsbedürftigen Eishalle bekannt wurde, wechselten viele Spieler nach Pforzheim, Hügelsheim oder zu anderen Vereinen in der Umgebung. Übrig blieben die Sparten Eisstock mit 15 Mitgliedern und Eishockey mit 11 Mitgliedern. Nur die Eisstockmannschaft war nach wie vor im Training, da sie auch auf Asphalt trainieren konnte. In den folgenden Jahren hoffte der Verein, dass der Eistreff wieder eröffnet würde.
Durch einen Bürgerentscheid gelang es dann schließlich im Oktober 2003, in einer neu renovierten Eishalle die Vereinsarbeit wieder aufzunehmen. In der Saison 2003/2004 war es Ziel, eine Hobby- und eine Jugend-Eishockeymannschaft auf die Beine zu stellen. Der Eiskunstlauf musste von Grund auf neu aufgebaut werden, da es niemanden gab, der dem Verein ohne Eis treu geblieben war.

## Eishockey
Die Sparte Eishockey besteht aus fünf Erwachsenen-Mannschaften, Jugend-Mannschaften in den Altersklassen U7 bis U20, sowie aus der Husky-Laufschule.
Die Erwachsenen-Mannschaften spielen in der DPL – Die Players Liga, die größte Hobby-Eishockey-Liga Deutschlands. Die Jugend-Mannschaften nehmen am Spielbetrieb des Eissport-Verbands Baden-Württemberg teil.

## Eiskunstlauf
Die Sparte Eiskunstlauf bietet Training für Wettkampfgruppen, für Hobbyläufer sowie für Anfänger an.

## Eisstockschützen
Die Sparte Eisstock besteht seit Gründung des ERC Waldbronn im Jahre 1981.

## Curling
In der Saison 2003/2004 wurde die Sparte Curling ins Leben gerufen.

## Para-Eishockey
In der Saison 2022/2023 wurde die Sparte Para-Eishockey gegründet.

## Erfolge

### Eishockey
Jugendmannschaft
- 1982/83: Gewinn Rhein-Neckar Pokal
- 1985/86: Meister Landesliga
- 1986/87: Meister Baden-Württemberg-Liga (Ein Aufstieg in die Regionalliga Südwest wurde mangels Sponsoren abgelehnt)

Huskies
- 2007/08: Oldmen’s Hockeyleague: erster Platz
- 2015/16 DPL Division 5 Meister (Huskies 2)
- 2016/17 DPL Division 2 Meister (Huskies 1)
- 2022/23 DPL Division 4 Meister (Huskies 2)
- 2023/24 DPL Division 3 Meister (Huskies 2)